# تیم رانزلی
تیم رانزلی (انگلیسی: Tom Ransley؛ زادهٔ ۶ سپتامبر ۱۹۸۵) قایقران روئینگ اهل بریتانیا است.
وی در مسابقات کشوری و بین‌المللی در مجموع برندهٔ ۴ مدال طلا، ۲ مدال نقره، ۳ مدال برنز شده‌است.